# Temple de Haeinsa
El temple de Haeinsa és un temple budista construït l'any 802 a Gyeongsang del Sud, a Corea del Sud. Al Changgyong P'ango, està guardada la Tripitaka Coreana, la més completa selecció de textos budistes, gravada en 80.000 blocs de fusta. El temple inclou també diversos tresors nacionals de Corea del Sud, com interessants pintures budistes, pagodes de pedra i llanternes.
El Temple de Haeinsa va ser declarat Patrimoni de la Humanitat, per la UNESCO, l'any 1995.